# Stein Rokkan
Stein Rokkan (Vågan, 1921. július 4. – Bergen, 1979. július 22.) norvég politológus és szociológus. Az összehasonlító politikatudomány professzora volt a Bergeni Egyetemen.
Végzettségére nézve filozófus volt. Az 1940-es, 50-es években Arne Næss mellett dolgozott. Később érdeklődése a politikatudomány felé fordult, és különösen a pártok kialakulását kutatta az európai nemzetállamokban. Ebben az időszakban legfontosabb munkatársa Seymour Martin Lipset volt. Rokkan arról is ismert, hogy a számítástechnikát az elsők között alkalmazta a társadalomtudományok területén.

## Külső hivatkozások
- Stein Rokkan Centre for Social Studies, Bergen
- Összehasonlító Politikatudomány Tanszék, Bergen